# Diane Awerbuck
Diane Awerbuck (1er avril 1974, Kimberley) est une romancière sud-africaine.
En 2004, elle reçoit le Commonwealth Writers' Prize africain du premier livre pour Gardening at night.
En 2014, elle fait partie de la présélection du Prix Caine pour la nouvelle Phosphorescence du recueil de nouvelles Cabin Fever. Cette nouvelle conte l'histoire d'une grand-mère qui emmène sa petite-fille se baigner la nuit dans une piscine d'eau de mer sur le point d'être démolie à Sea Point.
Elle est aussi l'auteure en compagnie d'Alex Latimer un diptyque post-apocalyptique : South (2016) et North (2018). Les deux ouvrages sont signés du pseudonyme Franck Owen.
En 2017, la revue Galaxies publie une de ses nouvelles en traduction française : Leatherman. Ses œuvres ont par ailleurs été traduites en allemand, suédois, mandarin et russe.